# The Age of Stupid
The Age of Stupid is een Britse speelfilm uit 2009 van Franny Armstrong en John Battsek. De film beleefde zijn Engelse première op 15 maart 2009. De film is een mix tussen een drama, documentaire en een animatiefilm met in de hoofdrol Pete Postlethwaite, die een oude man speelt in het jaar 2055. Hij kijkt naar archiefbeelden over de wereld in 2008 en vraagt zich af: Why didn't we stop climate change when we had the chance? ("Waarom hebben we de klimaatsveranderingen niet gestopt toen we de kans hadden?").
Op 21 en 22 september 2009 ging de film internationaal in première in een geheel ecologische bioscoop in New York. De bioscoop stond in verbinding met meer dan 700 andere bioscopen, in meer dan 47 landen. Bij deze feestelijke première in New York waren Kofi Annan, Pete Postlethwaite en Thom Yorke van Radiohead aanwezig. In Nederland ging de film in vier bioscopen tegelijk in première.

## Achtergrond
De film is gedurende drie jaar opgenomen in zeven verschillende landen en laat door middel van zes documentaires zien hoe het leven van mensen rondom de wereld beïnvloed wordt door de klimaatsveranderingen. Naast de documentaires worden in de film ook beelden van het nieuws en animaties, die gemaakt zijn door Passion Pictures die ook de animaties van de videoclips van de Gorillaz maakte, getoond.

## Financiering
Het budget van 520.000 euro voor deze film is bijeengebracht door een uniek systeem. 228 mensen, uiteenlopend van hockeyteams tot hele bedrijven, investeerden tussen de 580 en 41.000 euro en werden daarmee voor een deel eigenaar. De crew ook, waarvan sommigen al ruim vijf jaar voor een minimumloon werken. Zelfs Pete Postlethwaite werkte voor een minimumloon om deze film te maken.